# Neurolyga gressitti
Neurolyga gressitti är en tvåvingeart som först beskrevs av Junichi Yukawa 1964.  Neurolyga gressitti ingår i släktet Neurolyga och familjen gallmyggor. Inga underarter finns listade i Catalogue of Life.